# Scheloribates fijiensis
Scheloribates fijiensis är en kvalsterart som beskrevs av Hammer 1971. Scheloribates fijiensis ingår i släktet Scheloribates och familjen Scheloribatidae. Inga underarter finns listade i Catalogue of Life.